# 贝卡拉
贝卡拉（英語：Belcarra）是加拿大卑诗省大温地区印第安峡湾畔的一个村庄，与高贵林市、高贵林港、满地宝和安莫尔一起统称为三联市。

## 历史
贝卡拉是是传统的宿营胜地，第一民族长期在此居住。

## 人口
贝卡拉2016年的人口普查为643人。

## 姊妹城市
- 爱尔兰贝卡拉（爱尔兰）（英语：Belcarra, County Mayo）（2007年6月起）[2]